# Ikegami Tsushinki
Ikegami Tsushinki Co., Ltd. (池上通信機株式会社, Ikegami Tsūshinki Kabushiki-gaisha) (TYO: 6771) é uma fabricante japonesa de equipamentos de televisão profissionais, especialmente câmeras de vídeo profissionais, ambas para uso em reportagens ao vivo e em estúdio. A companhia foi fundada em 1946.